# Reyer Venezia Mestre 2015-2016
Questa voce raccoglie le informazioni riguardanti la Reyer Venezia Mestre nelle competizioni ufficiali della stagione 2015-2016.

## Stagione
La stagione 2015-2016 della Reyer Venezia Mestre sponsorizzata Umana, è la 46ª nel massimo campionato italiano di pallacanestro, la Serie A.
Nell'estate 2015, l'organico della squadra viene rinforzato dagli innesti di Mike Green, Josh Owens e Michael Bramos, che vanno a integrarsi con i protagonisti della precedente annata. 
La stagione si apre con la partecipazione alla Supercoppa Italiana al PalaRuffini di Torino dove è eliminata in semifinale il 26 settembre 2015 dall'Olimpia Milano.
In campionato i risultati non sono pari alle attese tanto da provocare l'avvicendamento della guida tecnica, con l'esonero, alla 20ª giornata, di Recalcati, cui subentra l'ex assistente Walter De Raffaele.
Alcuni infortuni come quelli a Perić, Owens e Goss spingono la società a ingaggiare durante la stagione Melvin Ejim, Jeremy Pargo e Ousman Krubally. In Eurocup la Reyer riesce a superare la regular season ma viene eliminata nelle Last 32.
Riesce a qualificarsi come settima alle "Beko Final Eight 2016" ma viene eliminata nei quarti dall'Olimpia di Milano.
La regular season del Campionato vede la squadra concludere al 5º posto, con 16 vittorie e 14 sconfitte, e qualificarsi per i quarti di finale dei playoff scudetto dove elimina 3-1 la Vanoli Cremona. In semifinale, Milano vince la serie per 4-2.

## Roster
Aggiornato al 4 gennaio 2017.
| Umana Reyer Venezia 2015-16 | Umana Reyer Venezia 2015-16 |
| Giocatori                   | Staff tecnico               |
| --------------------------- | --------------------------- |

| N. | Naz.                                       | Ruolo | Nome               | Anno | Alt.   | Peso   |  |
| -- | ------------------------------------------ | ----- | ------------------ | ---- | ------ | ------ |  |
| 2  | Stati Uniti (bandiera)                     | PG    | Jeremy Pargo       | 1986 | 188 cm | 99 kg  |  |
| 3  | Canada (bandiera) · Nigeria (bandiera)     | AC    | Melvin Ejim        | 1991 | 201 cm | 100 kg |  |
| 4  | Croazia (bandiera)                         | A     | Hrvoje Perić       | 1985 | 201 cm | 102 kg |  |
| 5  | Stati Uniti (bandiera)                     | G     | Phil Goss (C)      | 1983 | 185 cm | 82 kg  |  |
| 6  | Stati Uniti (bandiera) · Grecia (bandiera) | AP    | Michael Bramos     | 1987 | 198 cm | 102 kg |  |
| 7  | Italia (bandiera)                          | G     | Stefano Tonut      | 1993 | 194 cm | 90 kg  |  |
| 8  | Stati Uniti (bandiera) · Italia (bandiera) | G     | Jarrius Jackson    | 1985 | 188 cm | 80 kg  |  |
| 9  | Italia (bandiera)                          | G     | Riccardo Visconti  | 1998 | 197 cm | 80 kg  |  |
| 9  | Stati Uniti (bandiera) · Gambia (bandiera) | C     | Ousman Krubally    | 1988 | 201 cm | 102 kg |  |
| 10 | Stati Uniti (bandiera)                     | P     | Mike Green         | 1985 | 185 cm | 82 kg  |  |
| 11 | Italia (bandiera)                          | P     | Michele Ruzzier    | 1993 | 183 cm | 80 kg  |  |
| 12 | Italia (bandiera)                          | P     | Michele Antelli    | 1998 | 183 cm | 75 kg  |  |
| 13 | Stati Uniti (bandiera)                     | AC    | Josh Owens         | 1988 | 206 cm | 104 kg |  |
| 14 | Italia (bandiera)                          | AC    | Tomas Ress         | 1980 | 209 cm | 102 kg |  |
| 15 | Italia (bandiera)                          | C     | Alessandro Simioni | 1998 | 203 cm | 105 kg |  |
| 16 | Austria (bandiera)                         | C     | Benjamin Ortner    | 1983 | 206 cm | 103 kg |  |
| 22 | Italia (bandiera) · Stati Uniti (bandiera) | AP    | Jeff Viggiano      | 1984 | 197 cm | 96 kg  |  |
| 23 | Serbia (bandiera)                          | AC    | Boris Savović      | 1987 | 210 cm | 105 kg |  |
| -  | Italia (bandiera)                          |       | Lorenzo Ambrosin   | 1997 |        |        |  |
| -  | Italia (bandiera)                          |       | Simone Bergamo     | 1999 |        |        |  |
| -  | Italia (bandiera)                          | A     | Gian Carlo Cantoni | 1999 | 198 cm |        |  |
| -  | Italia (bandiera)                          | G     | Martino Criconia   | 1998 | 191 cm | 85 kg  |  |
| -  | Italia (bandiera)                          | G     | Nicholas Groppi    | 1998 | 184 cm |        |  |
| -  | Italia (bandiera)                          | A     | Luigi Ndoye Hadim  | 1999 | 200 cm |        |  |
| -  | Italia (bandiera)                          | G     | Joshua Pettenò     | 1999 |        |        |  |

| Allenatore |
| - Carlo Recalcati (fino al 15 febbraio) - Walter De Raffaele (dal 15 febbraio)                                                   |
| Assistente/i |
| - Alberto Billio - Alberto Buffo - Walter De Raffaele (fino al 15 febbraio) Legenda - (C) Capitano - (IN) Inattivo - Infortunato |

## Mercato

### Sessione estiva
| Acquisti | Acquisti           | Acquisti        | Acquisti      | Acquisti |
| R.       | Nome               | da              | Modalità      |          |
| -------- | ------------------ | --------------- | ------------- | -------- |
| AP       | Michael Bramos     | Free agent      | definitivo    |          |
| AC       | Josh Owens         | Aquila Trento   | definitivo    |          |
| PG       | Mike Green         | Paris-Levallois | definitivo    |          |
| G        | Stefano Tonut      | Pall. Trieste   | definitivo    |          |
| AG       | Francesco Candussi | Pall. Trieste   | fine prestito |          |

| Cessioni | Cessioni           | Cessioni          | Cessioni       | Cessioni |
| R.       | Nome               | a                 | Modalità       |          |
| -------- | ------------------ | ----------------- | -------------- | -------- |
| P        | Julyan Stone       | Gaziantep BŞB     | fine contratto |          |
| C        | Cameron Moore      | Free agent        | fine contratto |          |
| G        | Pietro Aradori     | Pall. Reggiana    | fine contratto |          |
| AG       | Spencer Nelson     |                   | ritirato       |          |
| G        | Deividas Dulkys    | Yesilgiresun      | fine contratto |          |
| G        | Marco Ceron        | V.L. Pesaro       | fine contratto |          |
| AC       | Ivica Radić        | Fortitudo Bologna | fine contratto |          |
| AG       | Francesco Candussi | V.L. Pesaro       | prestito       |          |
| C        | Leonardo Totè      | Brescia           | prestito       |          |
| PG       | Riccardo Bolpin    | Basket Agropoli   | prestito       |          |

### Dopo l'inizio della stagione
| Acquisti | Acquisti        | Acquisti       | Acquisti   | Acquisti |
| R.       | Nome            | da             | Modalità   |          |
| -------- | --------------- | -------------- | ---------- | -------- |
| C        | Ousman Krubally | Lavrio         | definitivo |          |
| A        | Melvin Ejim     | Erie BayHawks  | definitivo |          |
| AC       | Boris Savović   | Mega Belgrado  | definitivo |          |
| P        | Jeremy Pargo    | Zhejiang Lions | definitivo |          |

| Cessioni | Cessioni        | Cessioni   | Cessioni | Cessioni |
| R.       | Nome            | a          | Modalità |          |
| -------- | --------------- | ---------- | -------- | -------- |
| ALL      | Carlo Recalcati | Free agent | esonero  |          |